# Anayama Nobutomo
Anayama Nobutomo (Japans: 穴山信友) (1506 - 1 januari, 1561) was een Japanse samoerai uit de late Sengoku-periode. Hij was een zoon van Anayama Nobutsuna. Nobutomo was een vazal van de Takeda-clan, die heersten in de provincie Kai, en hield de titel Izu-no-kami (伊豆守). Hij had een speciale status onder de Takeda vazallen door zijn huwelijk met de dochter van Takeda Nobutora. Nobutomo vocht uitmuntend tijdens de aanval op Suwa Yorishige, de heerser van kasteel Kuwabara, in 1542. Na zijn dood op nieuwjaarsdag 1561, werd hij opgevolgd door zijn zoon Anayama Nobukimi.
Het graf van Nobutomo kan gevonden worden in de Enzo-in tempel.